# 赖斯-埃克尔斯体育场
赖斯-埃克尔斯体育场（英語：Rice–Eccles Stadium）是一座位於猶他州鹽湖城猶他大學校園中的室外大學足球場。為2002年冬季奧林匹克運動會的主場館，冬運的開閉幕式都於此舉行，在冬運其間暫時更名為賴斯-埃克爾斯奧林匹克體育場。

## 外部連結
- 官方网站

| 前任： 長野奧林匹克體育場 長野市 | 冬季奧林匹克運動會 開幕式與閉幕式 (奧林匹克體育場) 2002 | 繼任： 杜林奧林匹克體育場 杜林 |
| 前任： 第一個                    | 皇家鹽湖城的主場 2005 – 2008                            | 繼任： 力拓体育场              |